# Jacopo della Quercia
Jacopo della Quercia (Quercegrossa, 1374 – Siena, 1438. október 20.) itáliai szobrász.

## Munkássága
Apja ötvösműhelyében nőtt fel, első munkája, melyet Vasari állítása szerint 20 éves korában készített, Giovanni Tedesco hadvezér lovasszobra volt. A szobor egy zseniális rögtönzés, anyaga fából, gyapjúból, rongyokból, pépből és enyvből állott. Mégsem anyagának mulandósága okozta a szobor korai megsemmisülését, hanem Pandolfo Petrucci parancsa, aki 1536-ban elpusztíttatta. Kétségkívül egyike az olasz művészettörténet legérzékenyebb veszteségeinek, különösen ha meggondoljuk, hogy Quercia itt a könnyű anyag segítségével már ugyanazt a feladatot valósította meg, melyet Leonardo da Vinci a Trivulzio-síremlék lovasszobránál maga elé tűzött: a felágaskodó, két hátsó lábán álló ló statikai problémáját.
A Sienai dómhoz kapcsolódó Battisteróban (a szokásosan San Giovanninak nevezett gótikus szentélyben) emelkedik a Quercia koncepciója és tervei alapján megvalósult hatszögletű keresztelőkútja (1417), amely Donatello, Ghilberti és Quercia közös munkája. A kutat koronázó Szent János-szobor Quercia műve, a medence bronz domborműveit és fülkeszobrait a triász munkái alkotják. A kút, melyet a Mester rajzai alapján Nanni da Lucca, Sano di Matheo és Jacomo di Corso készít Quercia tervei alapján; és melyet a következő két évtizedben a legnevesebb szobrászok díszítenek Keresztelő Szent János történetét ábrázoló bronz domborművekkel. Querciának kettőt kellett volna közülük elkészítenie, de később az egyik, Salome tánca, Donatellonak jutott. Ő csak a Zakariás domborműnek lett a mestere. Mielőtt a reliefek és szobrok a helyükre kerülhettek, a kút közepén Jacopo tervei alapján a húszas évek folyamán Nanni da Lucca, Pietro del Minella és Pagno di Lapo nagyszabású cimbóriumot emelnek. Ennek márványdomborműveit maga a Mester faragta, és hozzá a mintát Brunelleschi épületei, vagy Masaccio Santa Maria Novella-beli freskójának architektúrája szolgáltathatta,és amely az egész quattrocentoban számos hasonló alkotásnak lett alapja, ide értve Vechietta és Benedetto da Maiano cimbóriumait is.
1409 és 1419 között Siena főterét, a Piazza del Campót díszítette műhelyével egyetemben, a Fonte Gaia nagyszerű szobrászati együttesével. A Sienai márványkútban a szépség, a harmónia, az emberi eszmények nyugalmas megtestesítői lépnek színre. A Fonte Gaia a quattrocento legeredetibb alkotásainak egyike. Három oldalon kőfal veszi körül, elöl alacsony káva határolja; hasonló alakja lehetett a régebbi kútnak is, melyet Venusia díszített, és ami áldozatul esett a népharagnak a pestisjárvány idején. Mára már Quercia kútja is csak a múlté, a XIX. század hatvanas éveiben Tito Sarocchi szobrász pótolta a megsemmisült darabokat, sajnos hiányos stílusérzékkel. 
Quercia alkotásának megmaradt darabjait a városháza loggiáján őrzik, de még így is tanúbizonyságot tesznek Quercia rendkívüli művészetéről. A domborművek hatása a kerek szobrokéval versenyzik, bonyolult mozdulataik segítségével, melyek nem párosulnak nyugtalansággal, az alakok tagjai mind világosan érvényesülnek. A kontraposztok nem a mozgalmasság, hanem a plasztikai világosság kedvéért vannak. Szabadabban, egyénibben mint a firenzei Loggia dei Lanzi, vagy akár Ambrogio Lorenzetti allegóriáinál. Nemes összhang és előkelő nagyvonalúság jellemzi az alakokat. Finom arcél, ruganyos testű jelenségek – erősen hangsúlyozott csuklókkal, a test tökéletes megelevenítődésének céljából. Inkább a viruló női test harmonikus formáit, mint a lejáratott skolasztikus eszményeket kívánta bemutatni. A kút oldalfalainak szélső fülkében elhelyezett két domborművet – Ádám teremtése és Kiűzetés a Paradicsomból – eddig még egy művész sem ábrázolta ennyi öntudattal. Csak Masaccio firenzei faliképe veszi fel velük a versenyt. Egészen egyéni a kút ornamentikája. A növénylombok, virágok nem szimmetrikusan borítják be a felületet, hanem más – más motívumot képezve díszítik a köveket, gótikus hatást keltve. A kút elkészülte után tréfásan a sienaiak a Mestert Jacopo della Fontenanak nevezték, és a priorok tanácsába is beválogatták. A napjainkban másolatokkal pótolt eredetik sérült állapotukban is tanúbizonyságot tesznek a firenzeiekhez méltó nagymester monumentális talentumáról. A fülkeszobrok plaszticitásával ható domborművek, különösen az Erények bájos komolyságú, méltóságteljesen trónoló nőalakjai a súlyos redőzetű öltözetükben is határozottan érzékeltetik az emberi test tagoltságát, azzal a bizonyos intuícióval, ami Quercia minden anatómiai és perspektivikus ábrázolására jellemző volt.

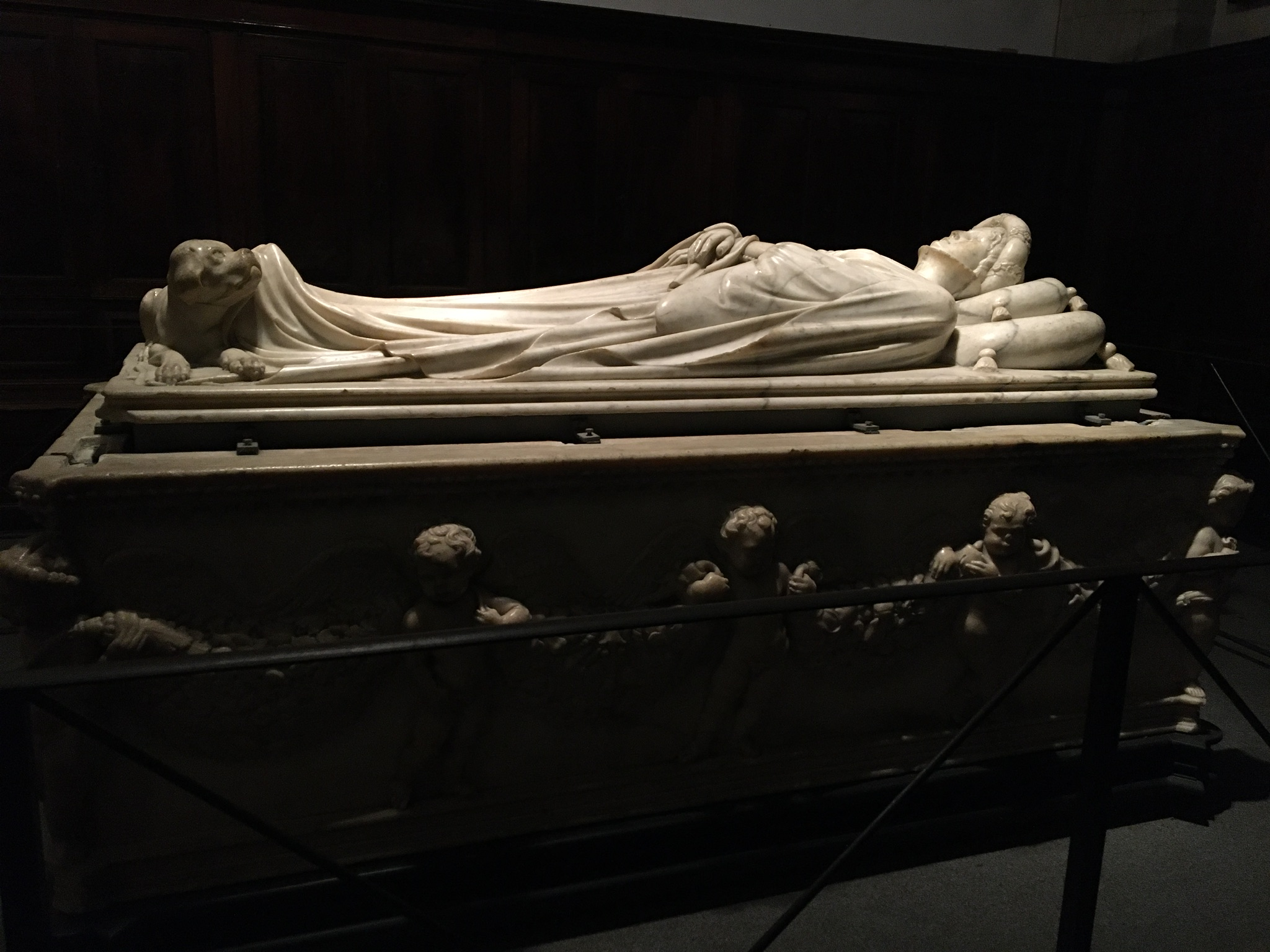
Ilaria síremléke Luccában.

Quercia teremtette meg a pogány és keresztény antikvitás szarkofágjának, a romantika és gótika tumbájának típusában a legelső „igazi” reneszánsz remekművet. 1407-ben Lucca kényura, Paolo Giungi örökíttette meg fiatalon elhunyt feleségének, Ilaria Del Carrettónak emlékét a város székesegyházában, ahol eredeti helyén valaha domborműves boltozat emelkedett a szarkofág felett (Lucca, Duomo). A kőkoporsó tetején álomba merülve fekszik a fiatalasszony, lábainál a hűséget jelképező – vagy hűséges kutyájával. A síremlék meglepő példája a természet utánzás és a stílus ragyogó együttesének. A felsőtest és a keresztbe tett kezek természetessége és finomsága különösen mesteri. 
Ami művészettörténetileg azonban még fontosabb, az a kőkoporsó oldalának díszítése. Jacopo a két hosszú oldalra dús virágfüzéreket tartó angyalkákat mintázott, ahogyan azt később a donatellói művészetben is viszontláthatjuk. Quercia meztelen angyalkái a kezdődő reneszánsznak éppoly fontos jelenségei, mint a firenzei Porta della Mandorla pillérének antik alakjai. Nem szabad azonban a két oldal puttói közti különbségről megfeledkeznünk. Ismeretes a síremlék kalandos története, mely rögtön Paolo Guinigi elűzetésének időpontjával kezdődik. A felizgatott nép igyekezett Ilaria síremlékén is a dühét tölteni. Hosszú ideig állott fal mellett a szarkofág, de ekkor csak az egyik oldala volt meg. A másik sokáig ismeretlen helyen lappangott, míg végre 1829-ben a Palazzo Guinigi pincéjében megtalálták. A hátsó, később megkerült oldal a Cornelius által fejlettebbnek mondott puttókkal valójában Jacopo műve. A másik oldal nyugodtabb, nyúlánkabb és naturalisztikusabban mintázott puttóinak testi aránya, felépítése előbbitől azonban teljesen eltér. Mások a virágfüzérek is, mintájuk kisebb. Ezek alapján azt a feltevést kockáztathatjuk meg, hogy az utóbbi oldal nem a Mester műve, hanem a Querciától származó, de utóbb az elpusztult mellső koporsófal pótlására a quattrocento negyedik évtizedében készült.
1413-ban elkészíti a Trenta család számára a híres oltárt, melyet ma is a San Frediano templom Oltáriszentség kápolnájában láthatunk. Ily határozottsággal mintázott, mély lelkiséget árasztó, megkötött erejű alakokat ez időben csak Claus Sluternél láthatunk, akivel Querciát méltán szokták párhuzamba állítani. Mindegyik alakja szabadonállónak tűnik fel, holott csak erősen kiemelkedő domborművek. A Madonnában a Mester egyénisége már korlátlanul érvényesül. Itt pillantjuk meg először a tragikus sorsát előre érző, szomorú Máriát, aki nem tekint önfeledt örömmel az ölében ugrándozó gyermekre, hanem némán merül el gondolataiban. Donatello és Michelangelo is ezt a Mária-típust kedvelték leginkább.
A firenzei Battistero kapujának híres pályázatára készített domborműve sajnálatos módon nem maradt fenn, így nem hasonlítható össze Ghilberti és Brunelleschi fennmaradt pályaműveivel.

## Jelentősége
Quercia kivételes jelentősége, hogy csaknem száz esztendővel a két Pisano után, a quattrocento elején úttörő eredményekkel mozdította elő a gótikából kibontakozó reneszánsz művészet vívmányait, az új szobrászati formák erejét a hagyományos szépségek hatásával egyesítette. Jacopo szobrászata valóban egyike az egész művészettörténet legérdekesebb jelenségeinek. Stílusa kiesik az olasz szobrászat fejlődésének menetéből. Ő is következetesen a gótikából indul ki, azonban a gótikus hagyományokat erőben, kifejezésben felfokozza. A tartózkodó, sokszor bágyadt nyugalom helyébe olykor ellenállhatatlan szenvedély lép. Forma és kifejezés, külső mozgalmasság és belső szenvedély művészetében egyensúlyban van egymással, a kettő egymásért van, mindkettő egymást élteti. 
A fejlődés, amely Quercia művészetét a trecentótól elválasztja, a fokozottabb megelevenítésben a formák világosabb szobrászi értelmezésében és ábrázolásában rejlik. Tisztán belső fejlődés, kulcsa kizárólag a művész zsenijében rejlik. Querca egyedül a lényeget keresi, a test formáinak szenvedelmes csavarásában egészen a cinquecentóig ugrik előre, annak ellenére, hogy az emberi alak felépítését még nem ismerhette tökéletesen. Szobrászi ösztöne ráeszmélt a meztelen test egyedülálló plasztikai jelentőségére. Őt is csak az emberi alak érdekli, mint Michelangelót, ő sem szereti a portrét, neki is típusok kellenek. Szereti a ráncok vad összevisszaságát, a bolognai templomkapu reliefjei nagy szerepet játszottak a Sixtus-kápolna mennyezetének művészi kialakulásában. Jacopo della Quercia megelőzi korát, hatása messzire mutat.